# Idaea cochlearia
Idaea cochlearia är en fjärilsart som beskrevs av Claude Herbulot 1955. Idaea cochlearia ingår i släktet Idaea och familjen mätare. Inga underarter finns listade i Catalogue of Life.